# کامبرلند استیتس
کامبرلند استیتس (به انگلیسی: Cumberland Estates) یک منطقهٔ مسکونی در ایالات متحده آمریکا است که در ناکسویل، تنسی واقع شده‌است.